# Naturens bok med öppna blad
Naturens bok med öppna blad är en brittisk psalm med fyra verser Isaac Watts. Texten översattes till svenska 1893 av Erik Nyström och bearbetades 1948. Musiken är skriven 1935 av Alva Sandberg-Norrlander.

## Publicerad i
- Svenska Missionsförbundets sångbok (1894) nummer 15,
- Svenska Missionsförbundets sångbok (1951) nummer 49, under rubriken "Jesus Kristus -Jesu härlighet".[1]

### Fotnoter
1. 1 2   Sånger och psalmer musik och text : för enskilt och offentligt bruk. Stockholm: Missionsförb. 1951. Libris 3387612